# Zivilverfahrensrecht (Österreich)
| Zivilverfahren          |                                     |                                                     |
|                         | Erkenntnisverfahren                 |                                                     |
|                         | Zivilprozess (streitiges Verfahren) | Außerstreitverfahren (Verfahren außer Streitsachen) |
| Vollstreckungsverfahren |                                     |                                                     |
|                         | Exekutionsverfahren                 |                                                     |
| Insolvenzverfahren      |                                     |                                                     |

Unter Zivilverfahren, auch zivilgerichtliches Verfahren genannt, versteht man in Österreich die Geltendmachung von privatrechtlichen Ansprüchen und Rechten oder Rechtsverhältnissen.
Die Geltendmachung muss, außer in Ausnahmefällen (Notwehr, Notstand, Selbsthilfe), vor einem ordentlichen Gericht erfolgen. Dieses Gericht prüft in erster Linie, ob der Kläger gegen den Beklagten den behaupteten privatrechtlichen Anspruch hat (Erkenntnisverfahren = Zivilprozess im engeren Sinn, Außerstreitverfahren). Das Ergebnis dieser Prüfung ergeht in der Regel in Form eines Urteils, welches den behaupteten Anspruch gegen den Prozessgegner bestätigt oder verwirft.
Kommt ein Schuldner einer gerichtlich festgestellten oder notariell beglaubigten Verpflichtung freiwillig nicht nach, kann diese im Zwangsvollstreckungsverfahren zur faktischen durchgesetzt werden (Exekution).
Ist der Schuldner auf Grund mangelnden Vermögens überhaupt nicht mehr fähig seine Verpflichtungen zu erfüllen, das heißt insolvent, wird ein Insolvenzverfahren zur Verteilung des noch vorhandenen Vermögens eingeleitet.
Das Zivilverfahren (Judikative) ist vom Verwaltungsverfahren (Exekutive) zu unterscheiden. Zur Abgrenzung werden die Interessentheorie, Subordinationstheorie, Subjektstheorie herangezogen.

## Erkenntnisverfahren
Im Erkenntnisverfahren stellt das Gericht den zugrundeliegenden Sachverhalt fest und wendet auf ihn die entsprechenden Rechtsnormen an. In der Regel findet eine mündliche Verhandlung statt, in der die Parteien gehört werden und ein Beweisverfahren durchgeführt wird. Das Erkenntnisverfahren endet meist – sofern kein Vergleich zustande kommt oder die Klage zurückgezogen wird – mit einem Urteil, das (bei Leistungsurteilen) einen Exekutionstitel schafft. Das Urteil kann man in weiterer Folge grundsätzlich noch mit Rechtsmitteln (siehe Berufung und Revision) bekämpfen.
Man unterscheidet zwei Arten von Erkenntnisverfahren: den Zivilprozess (das „streitige“ Verfahren) und das Außerstreitverfahren (oder auch Verfahren außer Streitsachen).
Das streitige Verfahren, der Zivilprozess, ist der Regelfall. Bestimmte Zivilrechtssachen, wie z. B. Obsorge von Kindern, Adoptionen, Bestellung von Sachwaltern, Verlassenschaftsverfahren oder Grundbuchverfahren, werden hingegen im außerstreitigen Verfahren abgehandelt.
Die sachliche, örtliche und funktionelle Zuständigkeit österreichischer Gerichte ist grundsätzlich in der Jurisdiktionsnorm (JN) geregelt. In Verfahren mit internationalem Bezug, insbesondere bei Anknüpfungspunkten zu Mitgliedstaaten der EU, finden sich etliche Sonderregelungen, insbesondere zu Zwangs- und Wahlgerichtsständen, in der EuGVVO.

### Streitiges Verfahren
Das streitige Verfahren richtet sich hauptsächlich nach der Zivilprozessordnung (ZPO). Dementsprechend wird es auch als „Zivilprozess“ bezeichnet. Es zeichnet sich dadurch aus, dass sich Kläger und Beklagter gegenüberstehen, aus gegenläufigen Interessenspositionen (kontradiktorisch) vor Gericht auftreten und mittels Anträgen auf dieses einwirken. Das Gericht gibt in seinem Urteil dem Begehren des Klägers statt oder weist es ab.

### Außerstreitverfahren
Das Außerstreitverfahren ist, genauer formuliert, ein „Verfahren außer Streitsachen“, d. h. ein Verfahren, das nicht ein herkömmliches streitiges Verfahren ist, sondern nach den besonderen Regeln des Außerstreitgesetzes (AußStrG) abläuft.
Außerstreitsachen sind eine heterogene Gruppe von Rechtsmaterien, die sich grob in drei Bereiche einteilen lassen:
- Verfahren mit Fürsorgecharakter: Obsorge über Kinder, Unterhalt für Kinder, Regelung des Besuchsrechtes, Adoptionen, Bestellung von Sachwaltern, Unterbringung psychisch Kranker etc.
- Gerichtliche Regelung ohne Streitcharakter: Verlassenschaftsverfahren, Grundbuchverfahren, Firmenbuchverfahren, Kartellverfahren, die Todeserklärung, Kraftloserklärung von Urkunden etc.
- „Streitige Außerstreitsachen“: Aufteilungsverfahren des Vermögens nach der Scheidung, miet- und wohnrechtliches Verfahren, Verfahren über den Zuspruch von Enteignungsentschädigungen, Erneuerung und Berichtigung von Grenzen, Einräumung eines Notweges etc.

## Vollstreckungsverfahren
Das Vollstreckungsverfahren dient der Verwirklichung der Gläubigerrechte durch staatlichen Zwang. Der Anspruch des Gläubigers, der in der Regel im Erkenntnisverfahren festgestellt worden ist, wird im Vollstreckungsverfahren zwangsweise verwirklicht.
Bei Leistungsurteilen kann auf das Erkenntnisverfahren das Zwangsvollstreckungsverfahren folgen. Nun wird das Urteil vollzogen, indem, je nach Exekutionsart, z. B. Sachen gepfändet und anschließend verwertet werden.

### Exekutionsverfahren
Bei einem Exekutionsverfahren wird die Exekution auf einzelne Vermögensstücke des Schuldners betrieben (Spezialexekution). Es gilt das Prioritätsprinzip: Die Gläubiger werden nach ihrem Rang befriedigt.
Wichtigste Rechtsquelle: Exekutionsordnung (EO)

### Insolvenzverfahren
Ein Insolvenzverfahren kann in Form eines Konkursverfahrens, eines Sanierungsverfahrens mit oder ohne Eigenverantwortung stattfinden oder bei natürlichen Personen in Form eines Schuldenregulierungsverfahren.

#### Konkursverfahren
Bei einem Konkursverfahren wird Exekution auf das gesamte Vermögen des Schuldners geführt (Generalexekution). Es gilt das Paritätsprinzip: Die Gläubiger werden anteilig (quotenmäßig) befriedigt.
Wichtigste Rechtsquelle: Insolvenzordnung (IO)

#### Sanierungsverfahren
Das Sanierungsverfahren (mit oder ohne Eigenverwaltung) zielt hingegen auf die Sanierung des Schuldners ab und ist mit einem teilweisen Forderungserlass verbunden. Das Sanierungsverfahren mit Eigenverantwortung ersetzte ab Juli 2010 das alte Ausgleichsverfahren (Insolvenzrechtsänderungsgesetz 2010).
Wichtigste Rechtsquelle: Insolvenzordnung (IO)

#### Schuldenregulierungsverfahren
Das Schuldenregulierungsverfahren zielt ebenso wie das Sanierungsverfahren auf eine Sanierung des Schuldners ab, steht jedoch (nur) natürlichen, also nicht juristischen, Personen offen. Dabei kann der Schuldner unter bestimmten Voraussetzungen die Durchführung eines Abschöpfungsverfahrens beantragen, an dessen Ende bei Erfüllung bestimmter Quoten dem Schuldner durch das Gericht die Restschuld erlassen werden kann, er also von der Zahlungspflicht für seine Altschulden befreit wird.
Wichtigste Rechtsquelle: Insolvenzordnung (IO)
| Das Vollstreckungsverfahren                | Das Vollstreckungsverfahren                                                                                 | Das Vollstreckungsverfahren                                                                                               |
| Merkmal                                    | Exekutionsverfahren                                                                                         | Insolvenzverfahren |
| ------------------------------------------ | --- | --- |
| Umfang des Vermögenszugriffs:              | Spezialexekution oder Singularexekution: Vollstreckung erfolgt in einzelne Vermögensobjekte des Schuldners. | Generalexekution oder Universalexekution: Vollstreckung umfasst das gesamte Schuldnervermögen.                            |
| Stellung des Gläubigers richtet sich nach: | Prioritätsprinzip: rasch handelnde Gläubiger werden vorrangig befriedigt.                                   | Paritätsprinzip: Gläubiger werden gleich behandelt (ausgenommen bevorzugte Gläubiger).                                    |
| Umfang der Gläubigerbefriedigung:          | Prioritätsprinzip: Umfang richtet sich nach dem Zeitpunkt der Exekutionsbewilligung                         | Perzentualität: Quotative Befriedigung, die dem Verhältnis der Aktiven zu den Passiven des Schuldnervermögens entspricht. |
| Voraussetzung:                             | Zahlungsfähigkeit des Schuldners/Verpflichteten                                                             | Zahlungsunfähigkeit oder Überschuldung des Gemeinschuldners                                                               |
| Verfahrenszweck:                           | Befriedigung von Gläubigerforderungen                                                                       | Regelung der Insolvenzsituation durch bestmögliche Gläubigerbefriedigung bzw. Sanierung                                   |
| Ziele:                                     | - Geldexekution - Naturalexekution - Exekution zur Sicherstellung                                           | - Liquidation - Sanierung - Reorganisation                                                                                |

## Zuständigkeit
Die Zivilgerichtsbarkeit wird in Österreich durch die Bezirksgerichte, Landesgerichte, Oberlandesgerichte und den Obersten Gerichtshof ausgeübt. In erster Instanz sind die Bezirksgerichte und Landesgerichte zuständig – welches Gericht konkret (sachlich) zuständig ist ergibt sich in der Regel aus der Höhe des Streitwertes, in bestimmten Fällen aber aus der Beschaffenheit des Streitgegenstandes (so sind im Amtshaftungsfällen immer Landesgerichte in erster Instanz zuständig). In zweiter Instanz entscheiden über Rechtsmittel gegen die Entscheidungen der Bezirksgerichte die Landesgerichte und über Entscheidungen der Landesgerichte die Oberlandesgerichte. In dritter Instanz ist immer der Oberste Gerichtshof zuständig.
Neben den staatlichen Zivilgerichten, können durch eine entsprechende Vereinbarung auch Schiedsgerichte zur Entscheidung über einen zivilrechtlichen Anspruch eingesetzt werden.